# Accipitriformes
Accipitriformes er en orden inden for fuglene og består af hovedparten af alle rovfugle. Tidligere var alle dagaktive rovfugle samlet i en enkelt orden, men sammenligninger af fuglenes DNA har betydet, at falke (inklusive caracaraer) nu er placeret alene i den tidligere fælles orden Falconiformes. Der er dog stadig tvivl om rovfuglenes præcise indbyrdes slægtskab.

## Fællestræk
Arterne i Accipitriformes har store fremadrettede øjne og lange, spidse, krumme kløer, der benyttes til at gribe byttet. Næbbet et kraftigt og krumt. Vingerne er lange og, i modsætning til falkenes spidse vinger, oftest med frie håndsvingfjer (fingre) i vingespidserne.
Størrelsesmæssigt er der meget stor variation mellem arterne. Den afrikanske spurvehøg (Accipiter minullus) kan veje ned til 68 gram med et vingefang på 39 cm, mens munkegribben (Aegypius monachus) kan veje op til 14 kg med et vingefang på over 3 meter. Hunnen er hos en del arter større end hannen. Hos duehøgen kan hunnen veje op til det dobbelte af hannen.

## Klassifikation
Ordenen opdeles i fire familier.
- Fiskeørne (Pandionidae)
- Sekretærfugle (Sagittariidae)
- Vestgribbe (Cathartidae)
- Høgefamilien (Accipitridae), ørne, glenter, høge, kærhøge, våger og den gamle verdens gribbe

Høgefamilien er den største med mere end 250 arter. Familien Fiskeørne har kun en eller to arter, alt efter om fuglene i Australien (og det omliggende område) regnes for en særskilt art eller blot en underart af fiskeørn. Sekretærfuglen er alene i sin familie. Vestgribbene tæller syv arter og bliver ofte regnet for at tilhøre en selvstændig orden, Cathartiformes.

## Arter
Accipitriformes omfatter omkring 266 arter. Nedenfor ses et mindre udsnit:
- Fiskeørne
  - Fiskeørn
- Sekretærfugle
  - Sekretærfugl
- Vestgribbe
  - Andeskondor
  - Californisk kondor
  - Kalkungrib
  - Kongekondor
- Høgefamilien
  - Hvepsevåge
  - Østlig hvepsevåge
  - Rød glente
  - Snegleglente
  - Havørn
  - Hvidhovedet havørn
  - Hvidrygget grib
  - Hedehøg
  - Lys sanghøg
  - Mørk sanghøg
  - Spurvehøg
  - Musvåge
  - Brunskuldret våge
  - Abeørn
  - Kampørn
  - Steppeørn
  - Kongeørn